# Plecoptera amanica
Plecoptera amanica is een vlinder uit de familie van de spinneruilen (Erebidae). De wetenschappelijke naam van deze soort werd voor het eerst voorgesteld als Leptosia amanica door Ludwig Osthelder in een publicatie uit 1933.
De soort komt voor in Turkije.